# 아즈치성

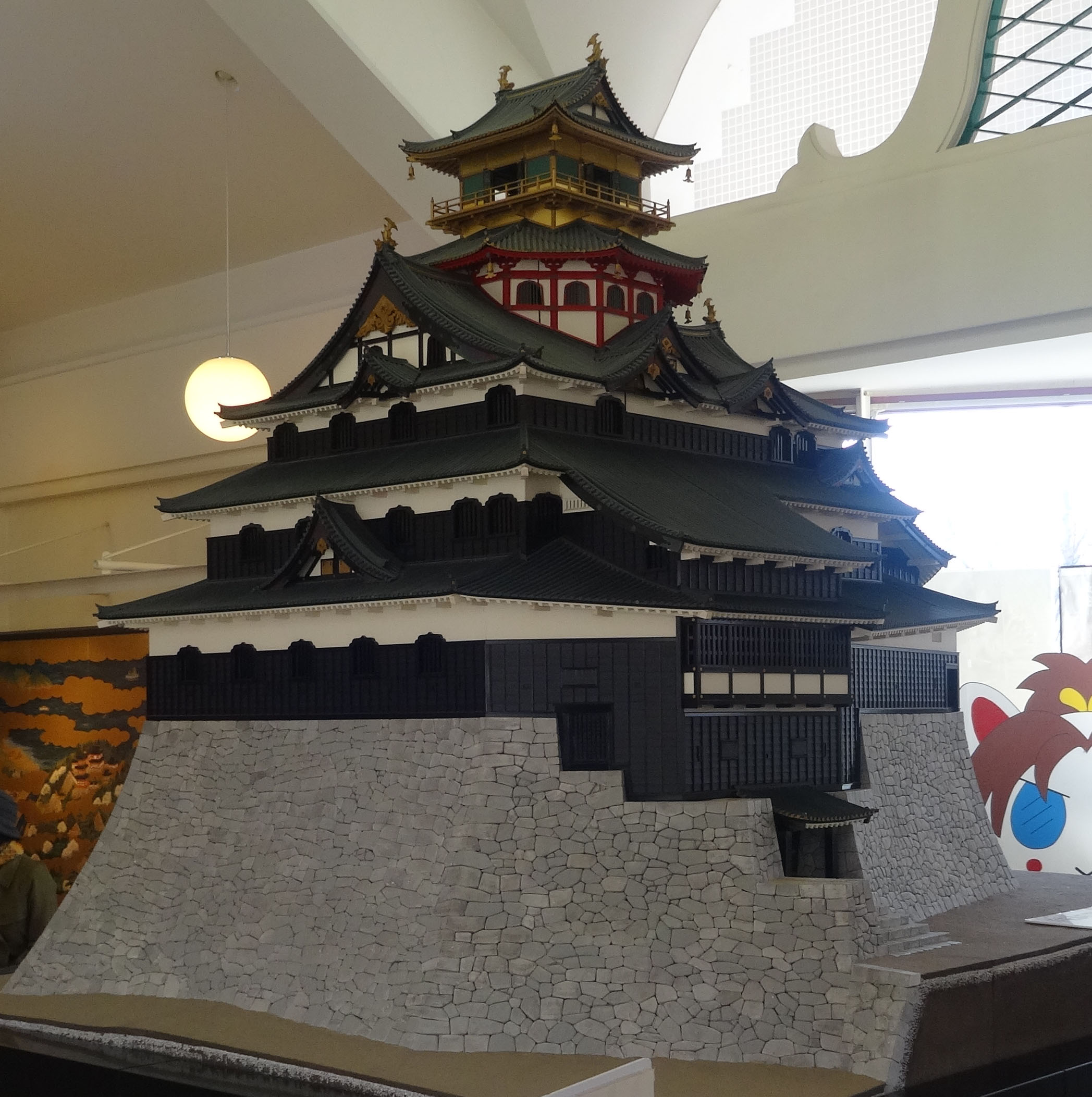
아즈치성의 복원 모형

아즈치성(일본어: 安土城 아즈치조[*])은 오다 노부나가가 비와호 동쪽의 아즈치산 (현재 시가현 오미하치만시)에 건조시킨 성이다. 지하 1층 지상 6층으로 되어 있으며, 천주의 높이가 약 32m이다. 지금까지의 성에는 없는 독창적인 디자인으로 된 호화로운 성이다.